# Лапе (район)
Ла́пе (індонез. Lape) — один з 24 районів округу Сумбава провінції Західна Південно-Східна Нуса у складі Індонезії. Розташований у центральній частині. Адміністративний центр — село Лапе.
Населення — 16401 особа (2012; 16120 в 2010).

## Адміністративний поділ
До складу району входять 4 села:
| Населений пункт    | Населення, осіб (2010) |
| ------------------ | ---------------------- |
| Дете, село         | 3808                   |
| Лабуан-Куріс, село | 4221                   |
| Лапе, село         | 5684                   |
| Хіджрах, село      | 2407                   |